# 島田金谷バイパス
島田金谷バイパス（しまだかなやバイパス）は、静岡県島田市から同県掛川市までを結ぶ国道1号の通称。1982年にバイパスから本線に昇格している。新大井川橋より東側（41工区）を島田バイパス、西側（42工区）を金谷バイパスとも呼ぶ。

## 概要

### 道路諸元
- 起点：静岡県島田市野田（野田IC）
- 終点：静岡県掛川市佐夜鹿（小夜の中山トンネル西側）
- 延長：10.4 km
- 規格：第3種第1級
- 標準道路幅員：18.25 m
- 車線数：4車線（暫定2車線）
- 車線幅員：3.5 m
- 設計速度：80 km/h
- 最小曲率半径：325 m
- 最急縦断勾配：5 %

### 概説
通行料金は無料。歩行者と自転車は通行禁止だが、自動車専用道路ではないので、50 cc以下の原付も通行可能。
信号が全くないが、朝夕は新大井川橋の前後の区間で混雑する。
大代IC - 日坂バイパス日坂ICの区間は、連続降雨量が250 mmを超えると通行止めになる（日坂IC手前（上り線）と新大井川橋手前（下り線）に予告看板あり）。

### 拡幅事業について
島田金谷バイパスは開通当初から全線が無料で、東名高速道路が島田・藤枝両市街地からかなり離れたところを通過する事もあり、特に新大井川橋周辺は、時間帯を問わず慢性的な渋滞が長年の課題となっている。2004年3月に大代ICから新大井川橋手前の区間が4車線化されたものの、上り線・新大井川橋手前の車線減少・合流地点で無理な割り込みによる事故や渋滞の多発が問題となり、2006年7月よりその区間を敢えて1車線減少させた経緯がある。同じ国道1号の掛川バイパス・藤枝バイパスが2005年に無料化されて以降はその影響で交通量が更に増加しており、渋滞の最後尾が掛川バイパス（日坂バイパス）の八坂IC付近にまで達する事も少なからずある。また、金谷地区から島田市街へ向かう救急車の通行が多いが、渋滞発生時には緊急車両の通行も困難となっている。
牧の原第一トンネルから大代ICの区間は、1975年（昭和50年）から下り線の登坂車線設置のために4車線の設定になっているが、開通から40年余りもの間、上り線は1車線通行で、空いた1車線分のスペースには矢印の標識が数メートル間隔で並べられている。そのスペースは路面の傷みが激しく、アスファルトの隙間から雑草が顔を覗かせる箇所も存在する。
また、上り線の掛川バイパスから藤枝バイパスの約30 kmにわたる区間は、追越車線や登坂車線が設置されておらず、追い越しのための右側部分はみ出し通行も禁止されているため、60 km/h出せない特殊車両（クレーン車など）が乗り入れる事により長い車列を作ってしまい、渋滞の原因になる事がある。
以上のような問題解消のため、静岡県知事や島田市長、島田・磐田間バイパス建設促進期成同盟は、拡幅事業および菊川ICのフルインター化の要望を再三にわたり国土交通省へ陳情してきた。それに対し国土交通省の審議会は、損失時間が110万人時間/年という現況を踏まえ、2012年（平成24年）1月には4車線化工事の着工を了承した。ルートについては、全線を現道の暫定2車線区間に沿って拡幅するルート（事業費240億円）と、上り線だけ菊川ICから北側に迂回させ、大代IC付近で再び現道に合流するルート（事業費265億円）の2案が検討され、事業効果の見込みは両案ともほぼ同じだったため、前者の現道拡幅案が採用された。
2012年度（平成24年度）より事業化され、調査・設計業務に、2014年度（平成26年度）より用地取得および工事に着手した。全線4車線での供用時には損失時間が40万人時間/年まで改善するものと期待され、このうち新大井川橋を含む旗指IC - 大代IC間延長4.3 kmが2025年（令和7年）3月7日に開通した。また、大代ICにループ橋を建設して出入口をバイパス北側に集約させる再整備工事が、新東名高速道路島田金谷ICに通じる国道473号現道の拡幅工事と併せて進められている。

## 歴史
- 1966年度（昭和41年度） : 金谷バイパス事業化[2]
- 1967年度（昭和42年度） : 金谷バイパス用地取得および工事に着手[2]
- 1969年度（昭和44年度） : 島田バイパス事業化[2]
- 1970年度（昭和45年度） : 島田バイパス用地着手[2]
- 1971年（昭和46年）1月20日：新大井川橋西詰 - 夜泣き石交差点間（延長6.1 km）（金谷バイパス）が暫定2車線で開通[2]。
- 1971年（昭和46年）12月 ： 新大井川橋（延長0.9 km）が暫定2車線で開通[2]。
- 1972年度（昭和47年度） : 島田バイパス工事着手[2]
- 1975年（昭和50年）3月 ： 大代IC - 牧の原第一トンネル間が2車線から4車線へ拡幅（ただし上り線は1車線通行）[2]。
- 1980年（昭和55年）11月21日 ： 野田IC - 新大井川橋東詰間（延長3.6 km）（島田バイパス）の開通により、全線が暫定2車線で開通[2]。
- 1982年（昭和57年）3月 ： 本線に昇格。
  - 島田市の大津通り交差点以西の旧道は国道指定を解除（静岡県道381号島田金谷線に指定変更）されたが、同交差点以東の現道は引き続き国道1号として運用されていたため、新たに大津通り交差点から野田ICを結ぶ区間（約1.5 km）を国道1号に指定（2015年3月まで）。
- 2001年（平成13年）3月30日 : 大代IC付近（延長0.9 km）が4車線化[2]。
- 2004年（平成16年）3月30日 : 新大井川橋西詰 - 大代IC間（延長1.1 km）が4車線化[2]。
- 2006年（平成18年）7月24日 ： 上り線の大代IC - 新大井川橋西詰の区間が1車線減少[2]。
- 2012年度（平成24年度） ： 野田IC - 菊川IC西側の延長10.4 kmの4車線化事業化[2]。
- 2023年（令和5年）
  - 3月27日 : 菊川ICの浜松方面出入口が供用開始[14]。
  - 12月21日 : 新大井川橋2期線（下流側）が先行供用開始。旗指IC - 大代ICの暫定2車線のまま対面通行を解消（それぞれの橋を1車線ずつ供用）[15][16]。
- 2025年（令和7年）
  - 3月7日 : 旗指IC - 大代IC間（延長4.3 km）が4車線化[10]。
  - 3月29日 : 金谷御前崎連絡道路の延伸により、菊川ICで金谷御前崎連絡道路と直結[17]。

## 接続するバイパスの位置関係
（東京方面）藤枝バイパス - 島田金谷バイパス - 日坂バイパス（大阪方面）

## インターチェンジなど
全線静岡県内に所在
| 施設名                                | 接続路線名                                          | 備考                 | 所在地 |
| ------------------------------------- | --------------------------------------------------- | -------------------- | ------ |
| 国道1号（藤枝バイパス）静岡・沼津方面 |                                                     |                      |        |
| 野田IC                                | 静岡県道217号伊久美元島田線                         | 浜松・静岡方面出入口 | 島田市 |
| 旗指IC                                |                                                     | 浜松・静岡方面出入口 | 島田市 |
| 向谷IC                                | 静岡県道64号島田川根線                              | 浜松・静岡方面出入口 | 島田市 |
| 新大井川橋                            |                                                     |                      | 島田市 |
| （3車線区間）                         |                                                     | 上り1車線、下り2車線 | 島田市 |
| 大代IC                                | 国道473号、E1A 新東名高速道路                       | 浜松・静岡方面出入口 | 島田市 |
| （3車線区間）                         |                                                     | 上り1車線、下り2車線 | 島田市 |
| 菊川IC                                | 静岡県道381号島田岡部線 国道473号金谷御前崎連絡道路 |                      | 島田市 |
| （夜泣石交差点）                      | 国道1号現道、静岡県道381号島田岡部線                | 静岡方面入口のみ     | 掛川市 |
| 国道1号（日坂バイパス）浜松・豊橋方面 |                                                     |                      |        |

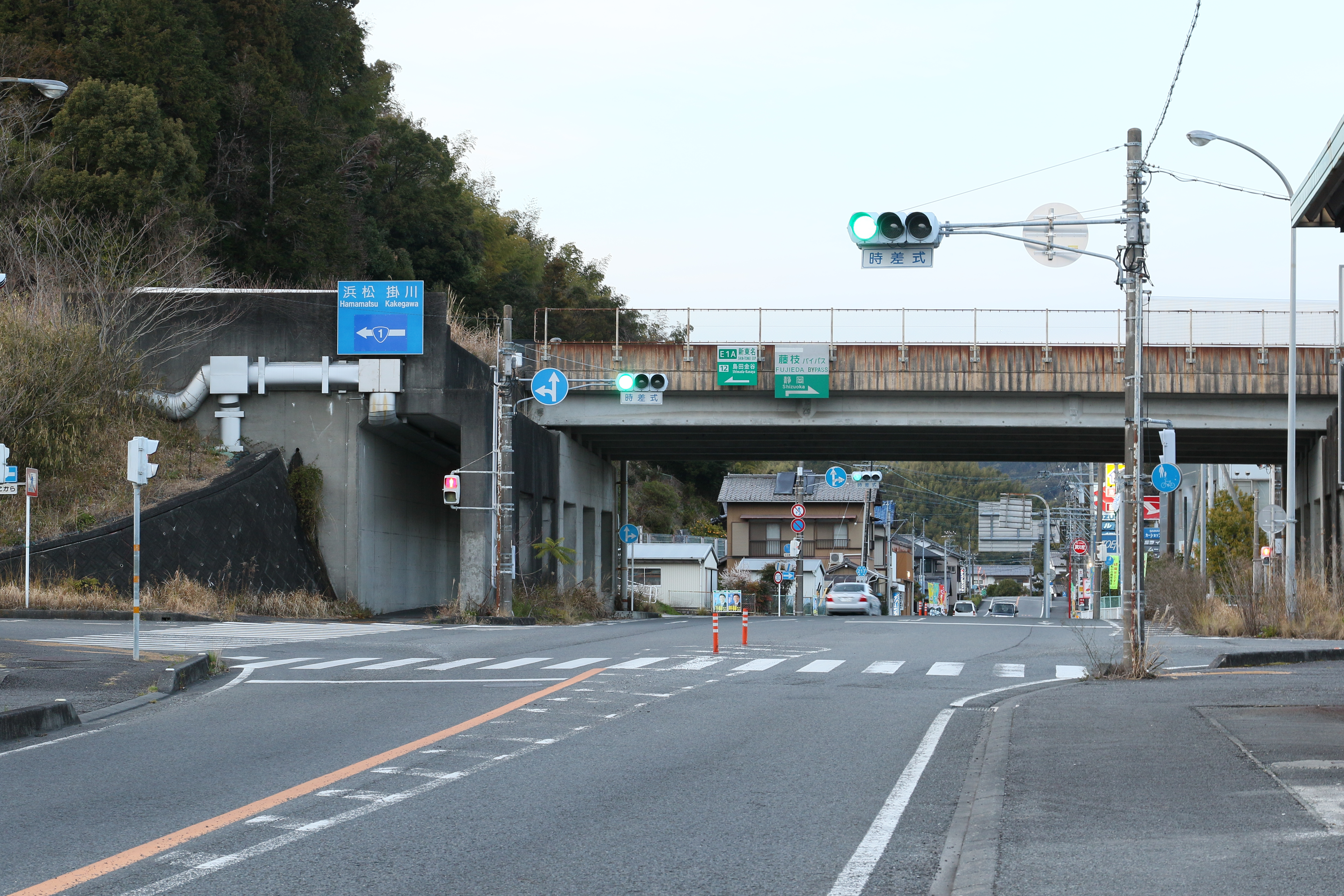
静岡県道217号から見た野田IC（2020年3月）
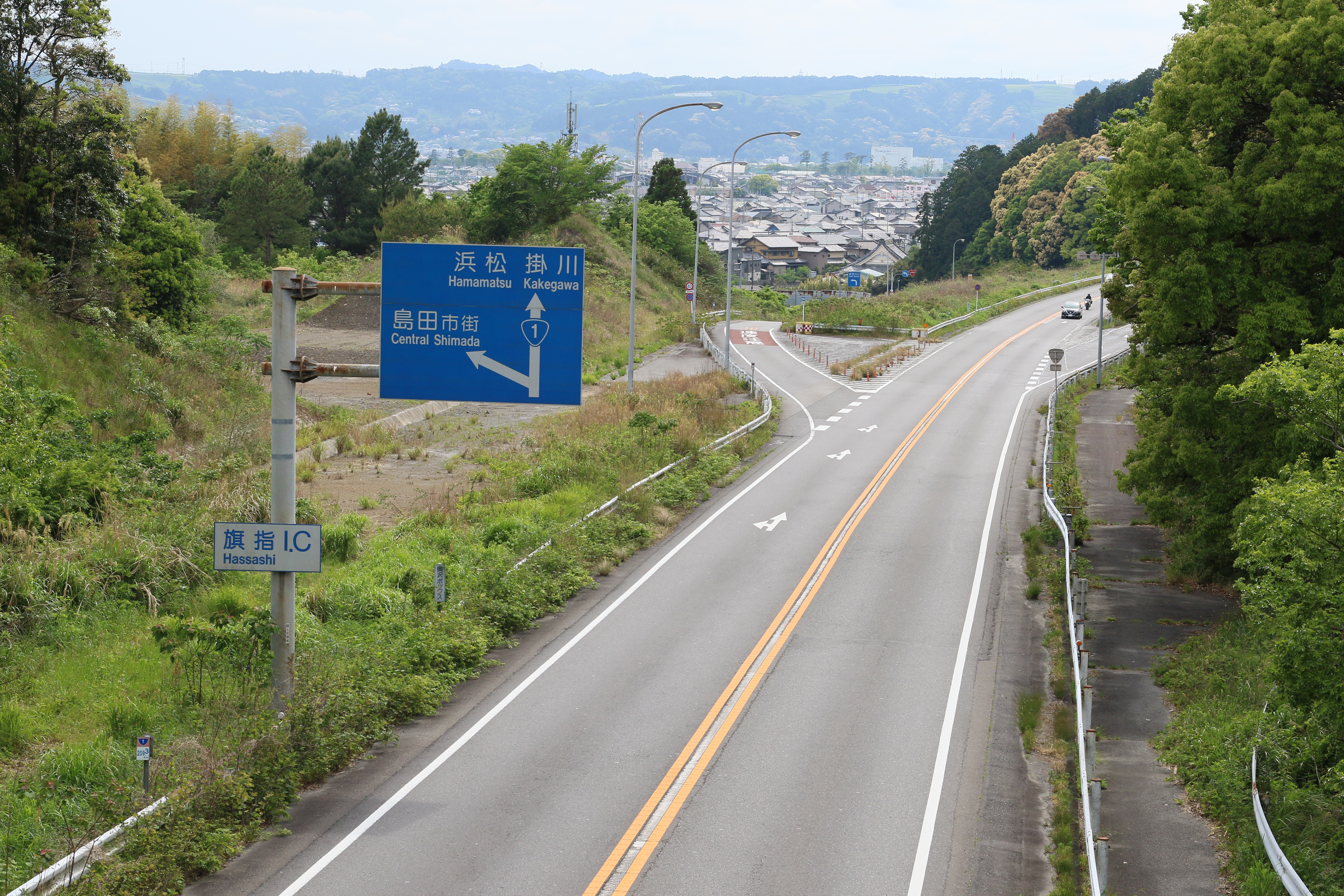
旗指IC（2020年5月）
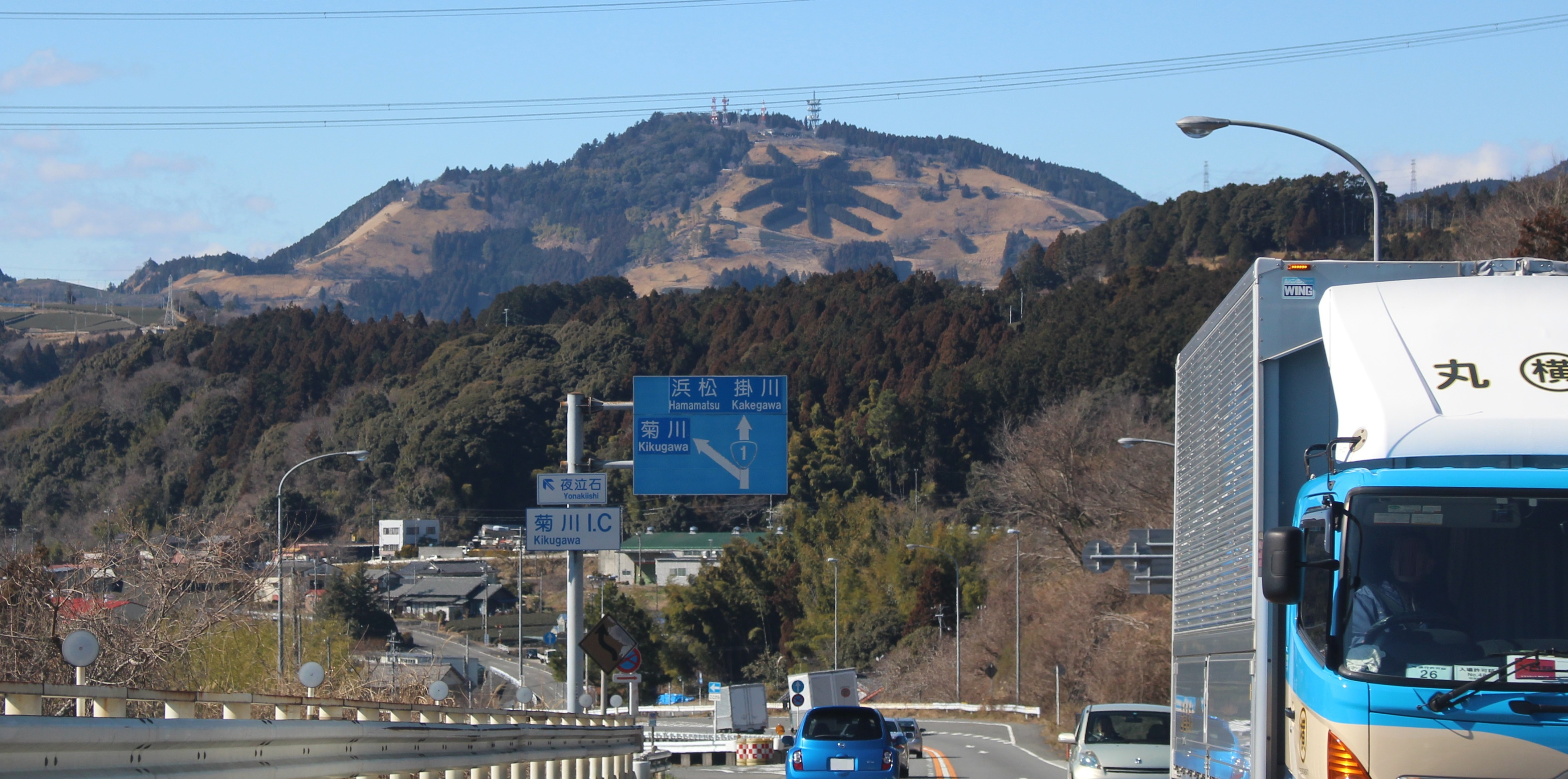
菊川IC（2016年2月）

## 主なトンネルと橋

### トンネル

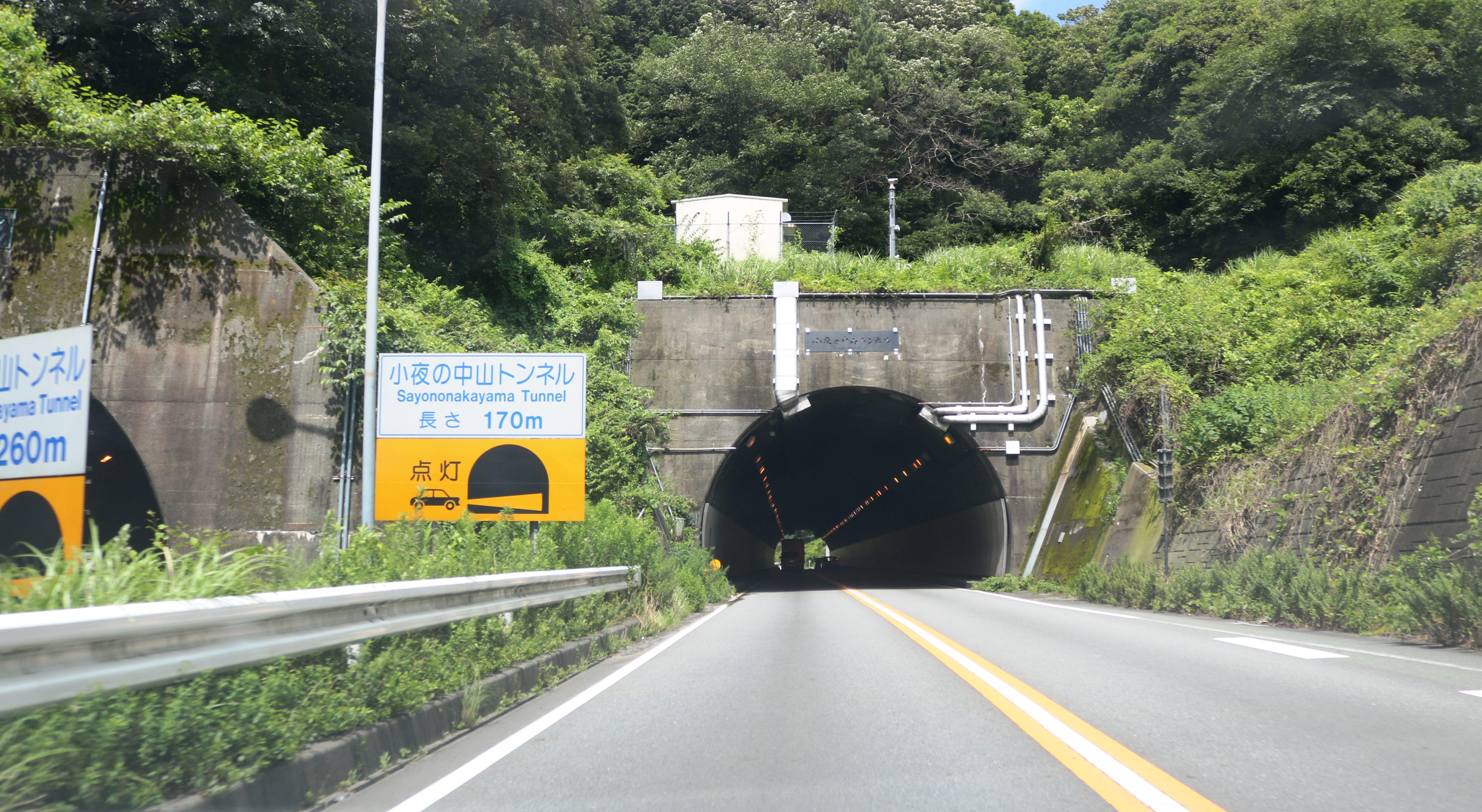
小夜の中山トンネル

| トンネル名称       | 名称の読み方       | 延長  | 区間            | 備考 |
| ------------------ | ------------------ | ----- | --------------- | ---- |
| 牧の原第一トンネル | まきのはらだいいち | 196 m | 大代IC - 菊川IC |      |
| 牧の原第二トンネル | まきのはらだいに   | 311 m | 大代IC - 菊川IC |      |
| 牧の原第三トンネル | まきのはらだいさん | 511 m | 大代IC - 菊川IC |      |
| 小夜の中山トンネル | さよのなかやま     | 170 m | 菊川IC - 日坂IC |      |

- 小夜の中山トンネル

### 橋梁

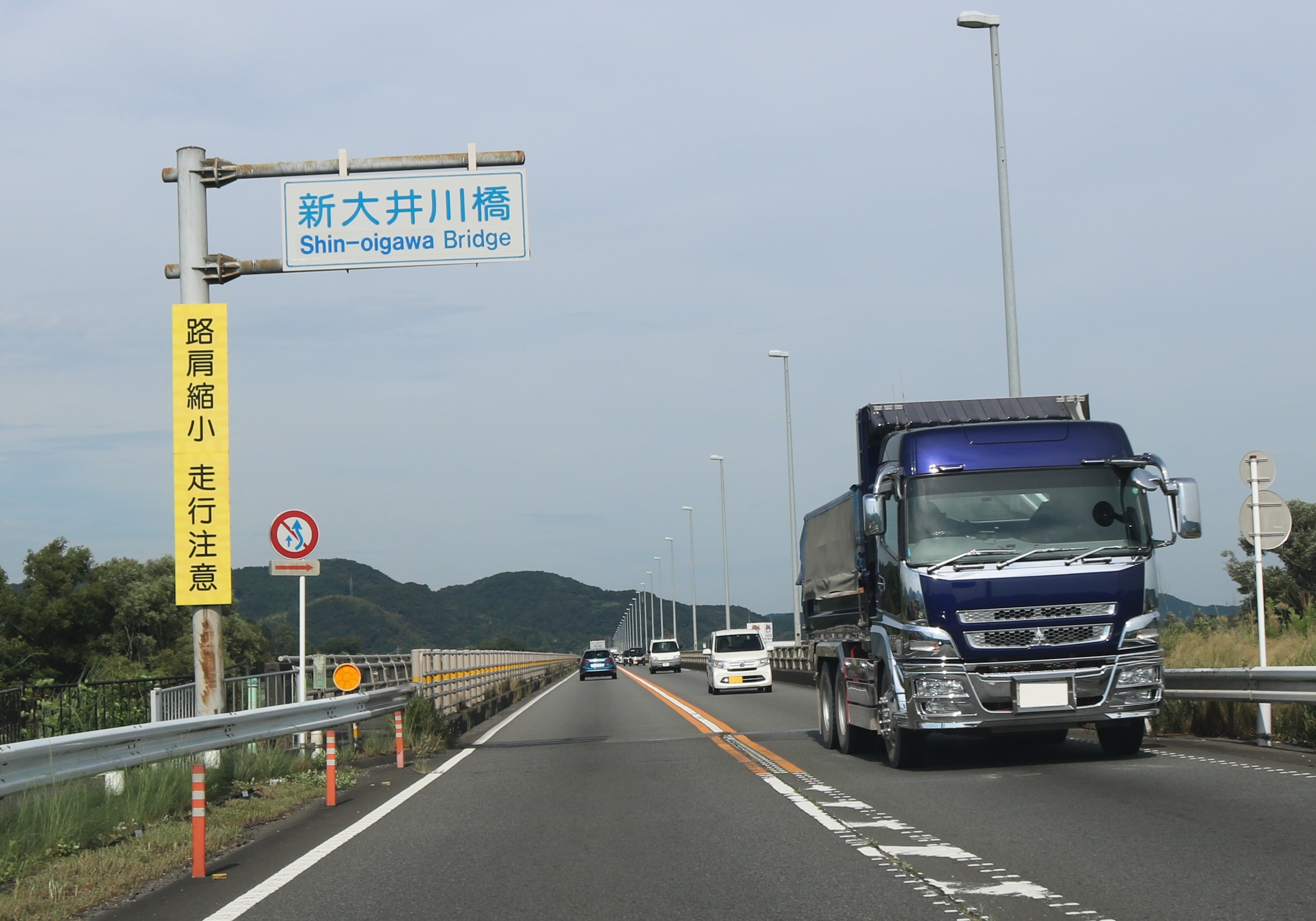
新大井川橋

- 伊太谷川橋（旗指IC - 向谷IC）【伊太谷川】
- 溝橋（旗指IC - 向谷IC）
- 島田第二高架橋（旗指IC - 向谷IC）
- 向谷高架橋（向谷IC）
- 島田第一高架橋（向谷IC - 大代IC）
- 新大井川橋（向谷IC - 大代IC）【大井川】
- 島跨道橋（向谷IC - 大代IC）
- 1号跨道橋（向谷IC - 大代IC）
- 2号跨道橋（向谷IC - 大代IC）
- 県道跨道橋（向谷IC - 大代IC）
- 五和跨線橋（向谷IC - 大代IC）【大井川鉄道】
- 大代川橋（大代IC - 菊川IC）【大代川】
- 番生寺跨道橋（大代IC - 菊川IC）
- 番生寺橋（大代IC - 菊川IC）
- 第1志戸呂橋（大代IC - 菊川IC）
- 第2志戸呂橋（大代IC - 菊川IC）
- 牧の原高架橋（大代IC - 菊川IC）
- 第2菊川橋（菊川IC - 日坂IC）【菊川】
- 第1菊川橋（菊川IC - 日坂IC）